# Meiderich
Meiderich is een wijk van Duisburg in de Duitse deelstaat Noordrijn-Westfalen.
Van 1874 tot 1905 was Meiderich een zelfstandige gemeente, die in 1894 stadsrechten kreeg. Tussen 1808 en 1874 was het een onderdeel van Ruhrort geweest. In 1905 ging Meiderich, dat toen ruim 41.000 inwoners telde, samen met Ruhrort definitief op in Duisburg.
Meiderich is de thuishaven van de grootste voetbalclub van de stad, MSV Duisburg. De club werd in 1902 opgericht als Meidericher Spielverein 02, maar kreeg in 1967 op aandringen van het stadsbestuur de toevoeging "Duisburg".
Stadtbezirke: Duisburg-Mitte · Duisburg-Süd · Hamborn · Homberg/Ruhrort/Baerl · Meiderich/Beeck · Rheinhausen · Walsum

Wijken: Aldenrade · Altstadt · Baerl · Beeck · Beeckerwerth · Bergheim · Bissingheim · Bruckhausen · Buchholz · Dellviertel · Duissern · Fahrn · Friemersheim · Großenbaum · Alt-Hamborn · Hochemmerich · Hochfeld · Hochheide · Homberg · Huckingen · Hüttenheim · Kaßlerfeld · Laar · Marxloh · Meiderich · Mündelheim · Neudorf · Neuenkamp · Neumühl · Obermarxloh · Overbruch · Rahm · Rheinhausen-Mitte · Röttgersbach · Ruhrort · Rumeln-Kaldenhausen · Ungelsheim · Alt-Walsum · Vierlinden · Wanheim-Angerhausen · Wanheimerort · Wedau · Wehofen